# Echt-Susteren
Echt-Susteren (uitspraakⓘ) is een gemeente in de Nederlandse provincie Limburg. De gemeente telt 32.041 inwoners (22 november 2024, bron: CBS) en heeft een oppervlakte van 103,47 km² (waarvan 1,16 km² water). Het is samen met de naastgelegen gemeente Sittard-Geleen, Vaals en Gulpen-Wittem een van de gemeenten in Nederland die aan zowel Duitsland als België grenzen.

## Algemeen
De gemeente is in 2003 ontstaan als gevolg van een fusie tussen de voormalige zelfstandige gemeenten Echt en Susteren.
Echt kent het Connect College als middelbare school, die ook door kinderen uit de omringende gemeenten bezocht wordt. De school telt ongeveer 1600 leerlingen, verdeeld over de unit vmbo en unit havo/vwo. De school ligt aan de noordkant van Echt, nabij het bedrijventerrein "De Berk".

## Kernen
Echt-Susteren telt negen officiële kernen. De plaatsnaamborden zijn overal tweetalig; in het Nederlands en in het plaatselijke Limburgs. De Limburgse namen zijn gekozen door de inwoners van de plaatsen en kunnen afwijken van de Veldekespelling.

### Officiële kernen
Aantal inwoners per woonkern sinds 1 januari 2020:

### Buurtschappen
Naast de officiële kernen bevinden zich in de gemeente de volgende buurtschappen: Aasterberg, Baakhoven, Berkelaar, Echterbosch, Gebroek, Heide, Hingen, Illikhoven, Kokkelert, Oevereind, Ophoven, Oud-Roosteren, Putbroek, Spaanshuisken, Schilberg, Slek en Visserweert.

### Topografie
Topografische kaart van gemeente Echt-Susteren, per september 2022. Klik op de kaart voor een vergroting.

## Politiek
De gemeenteraad van Echt-Susteren bestaat uit 23 zetels. Hieronder de behaalde zetels per partij bij de gemeenteraadsverkiezingen sinds 2002:
| Gemeenteraadszetels        | Gemeenteraadszetels | Gemeenteraadszetels | Gemeenteraadszetels | Gemeenteraadszetels | Gemeenteraadszetels | Gemeenteraadszetels |
| Partij                     | 2002                | 2006                | 2010                | 2014                | 2018                | 2022                |
| -------------------------- | ------------------- | ------------------- | ------------------- | ------------------- | ------------------- | ------------------- |
| Partij Nieuw Echt-Susteren | -                   | -                   | 1                   | 4                   | 5                   | 7                   |
| Lijst Samenwerking         | 5                   | 6                   | 6                   | 7                   | 7                   | 6                   |
| CDA                        | 6                   | 5                   | 6                   | 6                   | 6                   | 5                   |
| Democraten Echt-Susteren   | 2                   | 2                   | 3                   | 4                   | 3                   | 3                   |
| GroenLinks                 | 1                   | 2                   | -                   | 1                   | 1                   | 1                   |
| D66                        | -                   | -                   | -                   | -                   | -                   | 1                   |
| PvdA                       | 1                   | 2                   | 1                   | -                   | 1                   | -                   |
| M en M Echt-Susteren       | -                   | -                   | -                   | 1                   | -                   | -                   |
| Algemeen Belang            | 4                   | 5                   | 3                   | -                   | -                   | -                   |
| VVD                        | 1                   | 1                   | 1                   | -                   | -                   | -                   |
| Overigen                   | 3                   | -                   | 2                   | -                   | -                   | -                   |
| Totaal                     | 23                  | 23                  | 23                  | 23                  | 23                  | 23                  |

## Voorzieningen
Er zijn sportfaciliteiten voor voetbal, tennis, fitness, volleybal, zwemsport, en atletiek. De gemeente huisvest een bioscoop, kartcentrum, overdekte speeltuin en een winkelcentrum.
Uitzendgemachtigde is de Lokale Omroep Sol2. Sol 2 zorgt 24 uur per dag voor horizontale radio- en (af en toe) tv-uitzendingen.

## Bedrijventerreinen
Er bevinden zich in de gemeente Echt-Susteren 6 bedrijventerreinen, waarvan 4 in Echt (De Berk, Businesspark ML, In de Bandert en De Loop) en 2 in Susteren (De Wolfskoul en Dieterderweg). Gezamenlijk beslaan de bedrijventerreinen een grootte van ongeveer 284 hectare.

## Aangrenzende gemeenten
| Aangrenzende gemeenten | Aangrenzende gemeenten | Aangrenzende gemeenten | Aangrenzende gemeenten | Aangrenzende gemeenten |
| ---------------------- | ---------------------- | ---------------------- | ---------------------- | ---------------------- |
| Maasgouw               |                        |                        |                        | Roerdalen              |
|                        |                        |                        |                        |                        |
| Maaseik (B)            | Waldfeucht (D)         |                        |                        |                        |
|                        |                        |                        |                        |                        |
| Sittard-Geleen         |                        |                        |                        | Selfkant (D)           |

## Monumenten
In de gemeente zijn er een aantal rijksmonumenten en oorlogsmonumenten, zie:
- Lijst van rijksmonumenten in Echt-Susteren
- Lijst van oorlogsmonumenten in Echt-Susteren

## Partnergemeentes
Nieuwstadt, gemeente Echt-Susteren, is lid van de, in 2019 uit 36 Europese gemeentes bestaande partner-organisatie Neustadt in Europa.